# بداف
بداف، روستایی از توابع بخش بهمن شهرستان ابرکوه در استان یزد ایران است.
بداف دارای آثار تاریخی ازجمله قلعه کهنه که از دوره ساسانی به یادگار مانده وهمچنین دومین درخت کهن سال یزد معروف به درخت بنه وخانه قدیمی معروف به خانه شیخ مرتضی(محل اولین تکیه و محل روضه خوانی)وبرجی قدیمی معروف به برج شیخ محسن میباشد

## جمعیت
این روستا در دهستان مهرآباد قرار دارد و براساس سرشماری مرکز آمار ایران در سال ۱۳۸۵، جمعیت آن ۹۷۸ نفر (۲۶۶خانوار) بوده‌است.